# Ruth Benerito
Ruth Mary Benerito (geboren am 12. Januar 1916 in New Orleans als Ruth Mary Rogan; gestorben am 5. Oktober 2013 in Metairie, Louisiana) war eine amerikanische Chemikerin.

## Leben
Benerito begann im Alter von 15 Jahren ein Chemiestudium am H. Sophie Newcomb Memorial College, dem Frauencollege der Tulane University (B.Sc. 1935). Nach einem Studienaufenthalt am Bryn Mawr College kehrte sie nach New Orleans zurück und erlangte an der Tulane University 1938 auch einen Masterabschluss. 1948 promovierte sie an der University of Chicago schließlich zum Ph.D.
Nachdem sie an verschiedenen Institutionen gelehrt hatte, wurde sie 1953 Mitarbeiterin des Forschungszentrums des Landwirtschaftsministeriums der Vereinigten Staaten (USDA) in New Orleans. Hier widmete sie sich der Weiterentwicklung von Fettemulsionen zur intravenösen Ernährung. 1958 übernahm sie die Leitung des USDA-Forschungslabors für Baumwolle und Baumwollprodukte. Ihre in den nächsten Jahren publizierten Arbeiten zur Vernetzung von Cellulose-Polymeren erwiesen sich als bahnbrechend für die Entwicklung knitterfester Baumwollgewebe.
In späteren Jahren forschte Benerito weiter an Baumwollfasern und unterrichtete  an der Tulane University und der University of New Orleans. Sie ging 1986 in den Ruhestand, unterrichtete aber noch bis 1997.

## Auszeichnungen
- 1968: Federal Woman Award
- 1968: Southern Chemist Award
- 1970: Garvan-Olin-Medaille
- 1972: Southwest Regional Award der American Chemical Society
- 1981: Ehrendoktorwürde der Tulane University
- 2002: Lemelson-MIT Lifetime Achievement Award
- 2008: Aufnahme in die National Inventors Hall of Fame